# ريان آجار
ريان آجار (بالإنجليزية: Ryan Agar)‏ مواليد 21 يونيو 1987، هو لاعب كرة مضرب أسترالي ويحتل حالياً المرتبة رقم. 674 في تصنيف رابطة محترفي كرة المضرب. أعلى تصنيف له في الفردي كان المركز الـ 647 في سنة 2014. أعلى تصنيف له في الزوجي كان المركز الـ 205 في سنة 2014.

## روابط خارجية
- ريان آجار على موقع رابطة محترفي التنس (الإنجليزية)
- ريان آجار على موقع الاتحاد الدولي لكرة المضرب (الإنجليزية)
- ريان آجار على موقع اتحاد التنس الأسترالي (الإنجليزية)
- ريان آجار على موقع خلاصة التنس.كوم (الإنجليزية)